# جین رابینسون
جین رابینسون (زاده ۹ ژانویه ۱۹۵۵) یک حشره‌شناس آمریکایی، مدیر مؤسسه زیست‌شناسی ژنومی کارل ووز و عضو آکادمی ملی علوم است. وی یکی از پیشتازان در استفاده از علم ژنومیک در مطالعه رفتارهای اجتماعی بود. او تلاش کرد که ژنوم زنبور عسل را توالی یابی کند کند.

## زندگی و تحصیلات
رابینسون پس از اخذ لیسانس خود در رشته زیست‌شناسی از دانشگاه کرنل، دکترای خود را در رشته حشره‌شناسی از کرنل در سال ۱۹۸۶ گرفت. وی در سال ۱۹۸۹ به دانشگاه ایلینوی در اربانا شمپین پیوست.

## کار و اکتشافات
رابینسون با تألیف و نویسندگی بیش از ۲۵۰ مقاله، پیشرفت‌های گسترده‌ای را در درک تنظیم غدد درون ریز، اعصاب و ژنتیک رفتار در سطح فردی و کلونی زنبورهای عسل ایجاد کرده‌است.
آزمایشگاه رابینسون اولین ژنی را که در تنظیم تقسیم کار کلونی زنبورها نقش داشته‌است، کشف کرد و در سال ۲۰۰۲ این مورد را در نشریه Science منتشر کرد. سال بعد، آزمایشگاه رابینسون اولین کسی بود که نشان داد که اطلاعات اجتماعی باعث ایجاد تغییرات گسترده در بیان ژن‌های مغز می‌شود، این مقاله را نیز در Science منتشر شد.

## افتخارات و جوایز
جایزه یادبود بنیانگذاران انجمن جامعه‌شناسی آمریکا؛ بورس پژوهشی ارشد فولبرایت؛ کمک هزینه تحصیلی گوگنهایم؛ انجمن رفتارشناسی حیوانات؛ عضو آکادمی هنر و علوم آمریکا (۲۰۰۴)؛ عضو آکادمی ملی علوم ایالات متحده (۲۰۰۵)، و آکادمی ملی پزشکی (۲۰۱۸). در سال ۲۰۱۵، رابینسون به دلیل «رهبری علمی و مشارکت پیشگامانه اش در اساس مولکولی رفتارهای اجتماعی»، مدرک دکترای افتخاری را از دانشگاه عبری در اورشلیم دریافت کرد. در سال ۲۰۱۸، رابینسون برای رهبری انقلاب ژنومیک در زیست‌شناسی ارگانیسم و جمعیت زنبور عسل، موفق به دریافت جایزه ولف در کشاورزی شد.